# Giornata dell'Europa
La Giornata dell'Europa ricorre il 9 maggio di ogni anno ed è un'occasione per celebrare la pace e l'unità nell'Unione europea.

## Storia

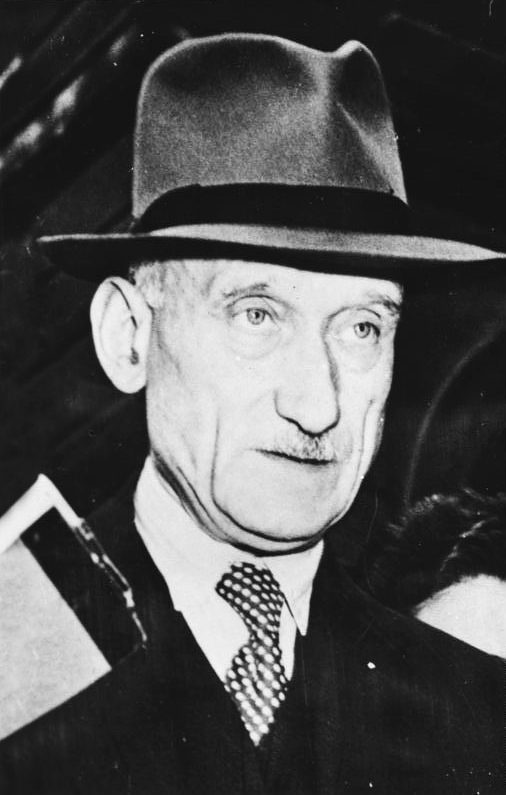
Robert Schuman nel 1949

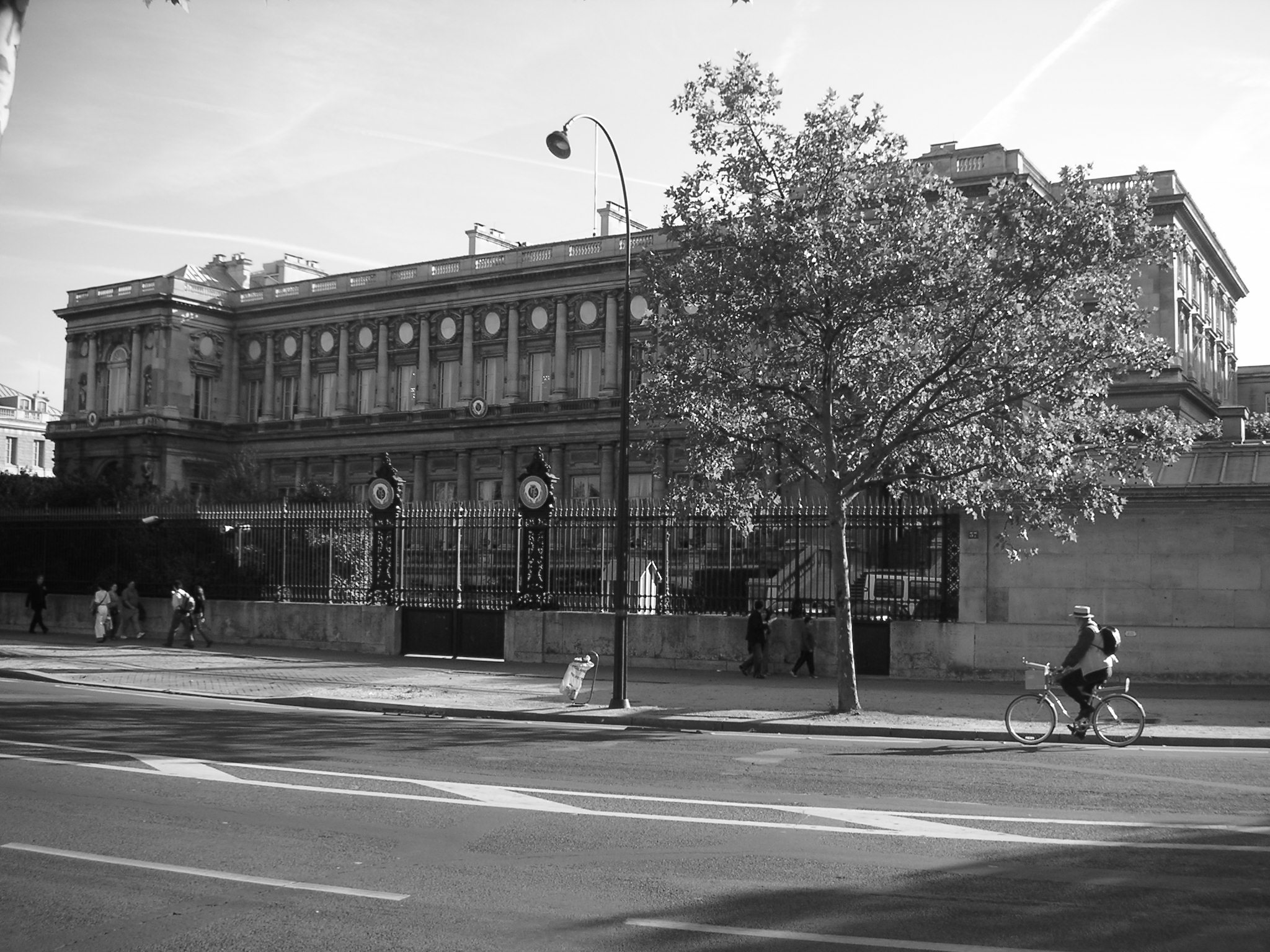
Il Quai d'Orsay a Parigi, dove Schuman tenne la dichiarazione

Questa data ricorda il giorno del 1950 in cui vi fu la presentazione da parte di Robert Schuman, del piano di cooperazione economica, ideato da Jean Monnet ed esposto nella Dichiarazione Schuman, che segnava l'inizio del processo di integrazione europea con l'obiettivo di una futura unione federale, tra gli Stati europei, avvenuta nel 1951 con la creazione della Comunità europea del carbone e dell'acciaio (CECA), i cui Stati fondatori possono essere designati in Germania Ovest, Francia, Italia, Paesi Bassi, Belgio e Lussemburgo.
Il Consiglio d'Europa ha celebrato, inizialmente, il 5 maggio come "Giornata dell'Europa" fin dal 1964, ricordando la propria fondazione avvenuta il 5 maggio 1949.
La data del 9 maggio come "Giornata dell'Europa" fu invece adottata in occasione del vertice della Comunità europea tenutosi a Milano il 29 giugno 1985, commemorando così la Dichiarazione Schuman, che proponeva la creazione di un nucleo economico europeo a partire dalla messa in comune delle riserve di carbone e acciaio come primo passo verso una futura Europa federale, ritenuta indispensabile al mantenimento della pace.
Sulla base dell'ideologia espressa nella dichiarazione Schuman, si è deciso di celebrare questa ricorrenza in questa specifica data anziché nella data di fondazione dell'UE. Il Parlamento europeo ha riconosciuto formalmente la Giornata dell'Europa nell'ottobre del 2008.

## Celebrazioni e commemorazioni

### Giornata porte aperte
Ogni anno, in occasione di questa ricorrenza, le istituzioni europee con sede a Bruxelles e Strasburgo aprono le porte al pubblico. Inoltre, vengono organizzati diversi eventi che commemorano l'importanza storica di questa data. Tra gli organizzatori compaiono le seguenti istituzioni:
- Parlamento europeo
- Consiglio dell'Unione europea
- Commissione europea (CE)
- Comitato economico e sociale europeo (CESE)
- Comitato europeo delle regioni (CdR)

Nel 2020 e 2021, a causa della pandemia da Covid-19 e alla conseguente impossibilità di organizzare degli eventi in presenza, le istituzioni europee si sono rivolte al digitale per onorare i cittadini europei e il loro contributo alla lotta contro la pandemia. Inoltre, nel 2020 si è celebrato il 75º anniversario della fine della Seconda guerra mondiale. Data l'occasione, le istituzioni hanno svolto vari eventi online per celebrare questa data.